# Ocotea congregata
Ocotea congregata är en lagerväxtart som beskrevs av H. van der Werff. Ocotea congregata ingår i släktet Ocotea och familjen lagerväxter. Inga underarter finns listade i Catalogue of Life.